# Celebration Day (film)
A Celebration Day a Led Zeppelin brit hard rock együttes koncertfilmje. Az előadást 2007. december 10-én rögzítették a londoni O2 Arénában, amikor a Led Zeppelin az Atlantic Records alapítója, Ahmet Ertegün emlékére adott koncertet. Az egykori dobos John Bonham helyett a fia, Jason Bonham dobolt. A filmet 2012. október 17-én mutatták be a mozikban, majd november 19-én CD-n és DVD-n is megjelent. A filmet és az együttes teljesítményét egyaránt széles körben dicsérték a kritikák.

## Felvételek és promoció
2007. december 10-én a Led Zeppelin három egykori muzsikusa, Robert Plant, Jimmy Page, John Paul Jones egy jótékonysági fellépés erejéig újra színpadra lépett Londonban. A zenekar 1980-ban elhunyt dobosa, John Bonham helyét a fia, Jason Bonham vette át. A fellépést Ahmet Ertegun emlékére adták, aki az Atlantic kiadó vezetője és a zenekar jóbarátja is volt egyben. A koncerten a leghíresebb számaik mellett olyan kevésbé nyilvánvaló darabok is elhangzottak, mint a Good Times, Bad Times, a Ramble On, vagy a korábban koncerten sosem játszott For Your Life.
A koncertet 16 kamerával vették fel, és a céljuk egy összehangolt profi felvétel készítése volt, amelyet később képanyagon is megjelenthetnének. A fellépés után azonnal elterjedtek a pletykák, hogy a felvétel DVD-n is napvilágot fog látni. Ezekre a híresztelésekre Jimmy Page azt válaszolta, hogy nem biztos a kiadása, mivel a felvételre ráférne egy keverés. Ugyanakkor John Paul Jones-szal egyetértett abban, hogy jó lenne, ha a koncert felvétele kereskedelmi forgalomba is kerülne. A kiadás sorsa 2010-ig bizonytalan maradt. Ezt követően 2012. szeptember 9-én az együttes facebook oldalán jelent meg egy olyan hír, hogy a kiadás végre elkészült. A következő napokban a brit The Sun napilap közölte a hírt, hogy a felvétel még 2012-ben meg fog jelenni. Ezenkívül egyes filmszínházak a weboldalukon jelentették be, hogy a filmet a következő hónapok során be fogják mutatni.
Szeptember 13-án véglegesen kiderült, hogy a koncertfilmet a mozikban is vetíteni fogják. A bemutató október 17-én volt Berlinben, New Yorkban, Londonban, Los Angelesben és Tokióban. A DVD kiadást november 19-re halasztották. Szeptember 21-én a zenekar három eredeti tagja sajtótájékoztató keretén belül támogatta a felvétel megjelentetését. A filmet legelőször a londoni Odeon West Endben mutatták be, majd a zenekart elárasztották az újjáalakulással kapcsolatos kérdések. A trió szemérmes válaszokat adott a kérdést illetően. A koncert kép és hanganyaga Celebration Day címmel 2012. november 19-én jelent meg. A promóciót és a kiadvány borítóját Shepard Fairey végezte el, aki már a 2007-ben megjelent Mothership lemez kapcsán is dolgozott a zenekar számára. Az album keverését Alan Moulder végezte Jimmy Page mellett, de csak minimális mennyiségű változtatást végeztek rajta, mivel mind a zenekar teljesítménye, mind a felvétel jó minőségű volt.

## Megjelenés
Az album egy standard változatban jelent meg, amely tartalmazza a DVD vagy Blu-ray korongot, valamint a koncert hanganyagát 2 CD-n. Ezenkívül tripla LP kiadásban is beszerezhető a felvétel, amelynek a megjelenését 2012. december 10-re tervezték, de végül csak 2013 februárjában látott napvilágot. A deluxe kiadás tartalmaz egy bónusz videót a Shepperton-beli próbákról, valamint BBC híradásokat. Ezenkívül kapható csak audio Blu-ray verzió is, amelynek DTS-HD Master Audio 48 kHz/24 bit típusú a hang és képminősége.

## A koncert fogadtatása
A fellépés mind a rajongók, mind a kritikusok részéről kedvező fogadtatásban részesült. A New Musical Express írása szerint a zenekar bebizonyította a koncert során, hogy miért szerzett magának legendás hírnevet. A The New Yorker kritikusa, Sasha Frere-Jones pedig úgy fogalmazott, hogy a 80-as és 90-es évekbeli, halványabban sikerült koncertek után egy olyan élénk előadást tartottak, amelyre Ertegun is büszke lett volna.

## Film
A film több elismerést is beszerzett a kritikusoktól. Marc Lee, a The Daily Telegraph dolgozója öt csillagot adott rá a lehetséges ötből, és arra a következtetésre jutott, hogy a Celebration Day megható, varázslatos és csodálatos ünnepe a rock 'n rollnak. A filmet több mint 40 ország 1500 képernyőjén mutatták be, és a bevétele átlépte a 2 millió dollárt.

## Album
Az album szintén jó visszhangot keltett, a Metacritic zenei weboldal egyetemes elismeréseképpen 85%-ra értékelte. A lemez az amerikai Billboard 200 listáján bekerült a Top10-be, miután a 9. helyet szerezte meg magának. A DVD több országban ért el arany illetve platinalemez minősítést.

## Számlista
1. Good Times Bad Times (John Bonham, John Paul Jones, és Jimmy Page) – 3:12
2. Ramble On (Page, Robert Plant) – 5:45
3. Black Dog (Jones, Page, Plant) – 5:53
4. In My Time of Dying (Bonham, Jones, Page, Plant) – 11:11
5. For Your Life (Page, Plant) – 6:40
6. Trampled Under Foot (Jones, Page, Plant) – 6:20
7. Nobody’s Fault But Mine (Page, Plant) – 6:44
8. No Quarter (Jones, Page, Plant) – 9:22
9. Since I've Been Loving You (Jones, Page, Plant) – 7:52
10. Dazed and Confused (Page; inspiráció: Jake Holmes) – 11:44
11. Stairway to Heaven (Page, Plant) – 8:49
12. The Song Remains the Same (Page és Plant) – 5:47
13. Misty Mountain Hop (Jones, Page, Plant) – 5:08
14. Kashmir (Bonham, Page, Plant) – 9:07

Első ráadás
1. Whole Lotta Love (Bonham, Willie Dixon, Jones, Page Plant) – 7:26

Második ráadás
1. Rock and Roll (Bonham, Jones, Page, Plant) – 4:35

DVD kiadás bónusza
- Próbák
- BBC felvételek

## Közreműködők
Led Zeppelin
- Jason Bonham – dob, ütőhangszerek; vokál a Good Times Bad Times és a Misty Mountain Hop dalokban.
- John Paul Jones – basszusgitár, billentyűs hangszerek
- Jimmy Page – gitár, produceri munkák
- Robert Plant – ének; csörgő, harmonika a Nobody's Fault But Mine-ban, illetve tamburin az In My Time of Dying-ban és a Stairway to Heaven-ben.

további közreműködők
- Big Mick – hangzás keverése
- Dick Carruthers – film rendezése
- John Davis – maszterelés
- Alan Moulder – CD-k keverése
- Victor Riva – speciális effektek

## Minősítések
| Ország                         | Eladási minősítés | Eladott példányszám |
| ------------------------------ | ----------------- | ------------------- |
| ARIA – Ausztrália              | Aranylemez        | 35 000              |
| ABPD – Brazília                | Platinalemez      | 40 000              |
| Music Canada – Kanada          | 2x Platinalemez   | 160 000             |
| IFPI – Dánia                   | Aranylemez        | 10 000              |
| Musiikkituottajat – Finnország | Aranylemez        | 13 999              |
| SNEP – Franciaország           | Aranylemez        | 50 000              |
| Mahasz – Magyarország          | Aranylemez        | 3000                |
| IRMA – Írország                | Aranylemez        | 7500                |
| FIMI – Olaszország             | Aranylemez        | 30 000              |
| AMPROFON – Mexikó              | Aranylemez        | 30 000              |
| RIANZ – Új-Zéland              | Platinalemez      | 15 000              |
| ZPAV – Lengyelország           | Gyémántlemez      | 100 000             |
| BPI – Egyesült Királyság       | Aranylemez        | 100 000             |